# قوش‌قره
قوش‌قره (به لاتین: Quşqara) یک منطقه مسکونی در جمهوری آذربایجان است که در شهرستان گوی‌گول واقع شده است. قوش‌قره ۱۸۹۵ نفر جمعیت دارد.